# Michael Landes
Michael Christopher Landes (ur. 18 września 1972 w Bronksie) – amerykański aktor i producent telewizyjny i filmowy.

## Życiorys

### Wczesne lata
Urodził się w Bronksie, w stanie Nowy Jork jako syn Patricii, architekta wnętrz, i Bernarda Landesa, konsultanta marketingu. Kiedy miał 13 lat wraz z rodziną przeprowadził się do Kalifornii. Uczęszczał na Uniwersytet Kalifornijski w Los Angeles. Studiował aktorstwo u Stelli Adler i Rona Burrusa. 

### Kariera
W wieku szesnastu lat zwrócił na siebie uwagę rolą Kirka McCraiga, chłopaka Winnie Cooper w serialu familijnym ABC Cudowne lata (The Wonder Years, 1988-1991). Następnie pojawił się w sitcomie NBC Bajer z Bel-Air (The Fresh Prince of Bel-Air, 1990-1991) u boku Willa Smitha oraz serialu fantasy Nowe przygody Supermana (Lois & Clark: The New Adventures of Superman, 1993-1994) z Deanem Cainem w roli tytułowej jako reporter i fotograf Daily Planet – Jimmy Olsen, przyjaciel Supermana. 
Po debiucie scenicznym na deskach teatru West End występował m.in. w spektaklach: Amerykański pogromca (The American Bullfighter) w Mark Taper Forum przy Los Angeles Music Center, Jeżeli pamięć posłuży (If Memory Serves) w Pasadena Playhouse i Pamiętniki z Brighton Beach (Brighton Beach Memoirs) w Laguna Playhouse. Po raz pierwszy na dużym ekranie pojawił się w niezależnym filmie o surfingu Amerykańskie lato (An American Summer, 1991). 
Zagrał później w komediodramacie Kiedy kończy się zabawa (When the Party's Over, 1992) z Sandrą Bullock, melodramacie Sposób na bezsenność (Dream for an Insomniac, 1998) z Jennifer Aniston, dramacie wojennym Wojna Harta (Hart's War, 2002) u boku Bruce’a Willisa i dreszczowcu Oszukać przeznaczenie 2 (Final Destination 2, 2003).
W 2010 zagrał na londyńskiej scenie w adaptacji Davida Mameta Dom gry (House of Games). 
W 2012 pojawił się jako amerykański milioner Caspar Landry w remake’u BBC One Upstairs Downstairs. 

### Życie prywatne
21 października 2000 poślubił aktorkę Wendy Benson. Mają dwoje dzieci - córkę Mimi i syna Dominica. Jego teść to słynny fotoreporter Harry Benson, znany ze zdjęć The Beatles, Bobby’ego Fischera, Michaela Jacksona, Elizabeth Taylor i wielu innych amerykańskich aktorów. 

## Filmografia

### Obsada aktorska

#### filmy fabularne
- 1991: Amerykańskie lato (An American Summer) jako Tom Travis
- 1992: Kiedy kończy się zabawa (When the Party's Over) jako Willie
- 1996: Sposób na bezsenność (Dream for an Insomniac) jako Rob
- 1998: Getting Personal jako Christopher DeMarco
- 1998: Sposób na bezsenność (Dream for an Insomniac) jako Rob
- 2002: Wojna Harta (Hart's War) jako major M.F. Giannetti
- 2003: Beacon Hill jako Billy Dylan
- 2003: Oszukać przeznaczenie 2 (Final Destination 2) jako oficer Thomas Burke
- 2005: Lucky 13 jako Seth
- 2007: Uzależnienie (Addicted) jako Ryan
- 2008: Wycieczka na studia (College Road Trip) jako Donny
- 2008: Dzielnica Lakeview (Lakeview Terrace) jako porucznik Bronson
- 2008: Po prostu miłość (Last Chance Harvey) jako Peter Turner
- 2009: Powrót do domu (Homecoming) jako Billy Fletcher
- 2009: Opętany (Possession) jako Ryan
- 2010: Burleska (Burlesque) jako Greg
- 2010: Wygrać miłość (Just Wright) jako Nelson Kaspian
- 2013: Kongres (The Congress) jako Maxi
- 2017: Skazany (Shot Caller) jako Steve

#### filmy TV
- 1992: Proszę, Boże, jestem tylko siedemnastolatką (Please, God, I'm Only Seventeen) jako Michael
- 1996: Edie i Pen (Edie & Pen) jako Bellman
- 1996: Głęboka miłość (No Greater Love) jako George Winfield
- 1997: Opowieść o odwadze: Dwie kobiety (Rescuers: Stories of Courage: Two Women) jako Rene Klein
- 2000: Max Knight: Ultra Szpieg (Max Knight: Ultra Spy) jako Max Knight
- 2000: Luzik Guzik (Get Real) jako Steve Green
- 2003: Opowieść wigilijna (A Carol Christmas) jako Jimmy
- 2004: Panna Marple: 4.50 z Paddington (Marple: 4.50 from Paddington) jako Bryan Eastley
- 2005: Peep Show jako Jonesy
- 2006: Let Go jako Nick Burton
- 2007: The Wedding Bells jako David Conlon
- 2009: New Tricks jako Leonard Kuziak
- 2009: My Girlfriend's Boyfriend jako Troy

#### seriale TV
- 1988-1991: Cudowne lata (The Wonder Years) jako Kirk McCraig
- 1989: Trzydzieści coś (thirtysomething) jako młody Michael
- 1990-1991: Bajer z Bel-Air (The Fresh Prince of Bel-Air) jako Chadney Hunt
- 1991: Blossom jako Bobby
- 1991-1992: Rodzina Torkelsonów (The Torkelsons) jako Riley Roberts
- 1992: Krok za krokiem (Step by Step) jako Mike 'The Mover' Walters
- 1993-1994: Nowe przygody Supermana (Lois & Clark: The New Adventures of Superman) jako Jimmy Olsen #1
- 1994: Robin's Hoods
- 1995 Sąd (Courthouse)
- 1995: Też Coś (Too Something) jako Scott
- 1996: The Drew Carey Show jako Blaine Bell
- 1997: Union Square jako Michael
- 1999: Powrót do Providence (Providence – Thank You, Providence: Part 1 & 2) jako Tom Cromwell
- 2001-2002: Łowcy koszmarów (Special Unit 2) jako detektyw Nicholas O’Malley
- 2004: CSI: Kryminalne zagadki Las Vegas jako Trent Reed
- 2005: Love Soup jako Gil Raymond
- 2005: CSI: Kryminalne zagadki Miami jako Nick Marshall
- 2006: Zaklinacz dusz (Ghost Whisperer) jako Kyle McCall
- 2007: Weselne dzwonki (The Wedding Bells) jako David Conlon
- 2008: Orły z Bostonu (Boston Legal) jako Leo Morris
- 2008: Hotel Babylon jako Earl Archer
- 2009: Nowe triki (New Tricks) jako Leonard Kuziak
- 2009: Lista ex (The Ex List) jako dr Josh Dupinski
- 2012: Nie zadzieraj z zołzą spod 23 jako Scott
- 2013: Save Me jako Tom Harper
- 2013: Przereklamowani jako Josh Hayes
- 2014: CSI: Kryminalne zagadki Las Vegas jako Mark Perlow
- 2014: Reckless jako Cole Benjamin
- 2014: Stalker jako Abraham
- 2018-19: Milczący świadek jako Matt Garcia

### Producent
- 2003: Beacon Hill
- 1998: Getting Personal